# The Submission of Emma Marx
The Submission of Emma Marx ist ein 2013 veröffentlichter US-amerikanischer Spielfilm-Porno der Regisseurin Jacky St. James mit Penny Pax in der Hauptrolle.

## Handlung
Emma Marx ist eine schöne und selbstbewusste Frau. Sie hat jedoch ihr Glück und ihre Erfüllung in der Liebe bisher noch nicht gefunden. Sie ist auf der Suche nach dem speziellen Mann. Nach einer Zufallsbegegnung mit einem Unbekannten ändert sich in ihrem Leben alles. Er führt sie ein in eine Welt aus sexuellen Fantasien, die sie zuvor nicht gekannt hat, wie BDSM und Rollenspiele.

## Wissenswertes
- Der Film hat starke Ähnlichkeiten mit der Handlung des Buchs 50 Shades of Grey.
- Der Film ist Bestandteil einer neuen Filmreihe des Labels mit dem Titel Erotic Stories, die sich vor allem an Paare und Frauen richtet. Die weiteren Filme der Reihe sind The Temptation of Eve und Cabaret Desire.

## Fortsetzungen
- 2015 erschien der zweite Teil unter dem Titel The Submission of Emma Marx: Boundaries. Darsteller sind Penny Pax, Riley Reid, Sara Luvv, Logan Pierce, Van Wylde, Richie Calhoun. Dieser Film wurde bei den AVN Awards 2016 als „Best BDSM Movie“ ausgezeichnet und gewann auch in den Kategorien „Best Editing“ und „Best Screenplay“.
- 2016 erschien der dritte Teil unter dem Titel The Submission of Emma Marx: Exposed. Darsteller sind Aidra Fox, Penny Pax, Riley Reid, Samantha Hayes und Van Wylde.
- Im September 2017 erschien mit The Submission of Emma Marx: Evolved der vierte und letzte Teil.[1]

## Filmfestivals
- 2014 auf dem Pornfilmfestival Berlin als offizieller Mainstreamfilm des Jahres[2]

## Auszeichnungen
- 2013: Erotic Lounge Awards: Bester Film für Paare[3]
- 2014: AVN Award - Best BDSM Release of the Year
- 2014: XRCO Award - Best Release (shot on film, digital, or video)
- 2014: XRCO Award - Best Actor (Richie Calhoun)
- 2014: Feminist Porn Awards - Steamiest Romantic Movie[4]
- 2015: X-Rated: The Greatest Adult Movies of All Time, 2015 - Winner: One of the Greatest Adult Films of All Time